# Luftwaffe (Wehrmacht)
A Luftwaffe a Harmadik Birodalom légiereje volt, melynek létrehozása az Adolf Hitler vezette NSDAP hatalomra jutása után kezdődött meg. A Luftwaffe a szárazföldi erők (Heer) és a haditengerészet (Kriegsmarine) mellett a Wehrmacht három részhadseregének egyike volt a náci Németországban. A Luftwaffe főleg a légierőből és a légvédelmi csapatokból állt, de a második világháború során szárazföldi katonái is voltak a hadsereg támogatására.

## A Luftwaffe létrehozása

### Az első világháború után
Annak ellenére, hogy Németországnak a versailles-i békét követően demobilizálnia kellett a Császári Légierőt, és légierőt sem tarthatott fenn, már az 1920-as években és az 1930-as évek elején a Weimari köztársaság titokban civil intézményeknek álcázott katonai pilóta‑kiképzőközpontokat és titkos légi egységeket hozott létre, mint például a Deutschen Verkehrsfliegerschulen, a Hanseatische Fliegerschule vagy a Deutsche Flugwetterdienst.

### A Luftwaffe felépítése
Ennek első lépését már 1933. február 9-én megtették, amikor 40 millió német birodalmi márkát (RM) különítettek el a légi fegyverkezés céljaira, ez az összeg 1933 nyarára 53 millió márkára nőtt.
| Német repülőgép-ipari cég | Hadi megrendelések összege 1933 első félévében (RM) |
| ------------------------- | --------------------------------------------------- |
| Heinkel konszern          | 10 957 338]                                         |
| Dornier konszern          | 9 392 000                                           |
| BMW                       | 7 744 330                                           |
| Junkers konszern          | 6 087 393                                           |
| Siemens & Halske          | 6 042 500                                           |
| Arado konszern            | 5 849 000                                           |
| Focke-Wulf konszern       | 2 767 000                                           |
| Argus-Werke               | 1 566 030                                           |
| Klemm-Werke               | 884 000                                             |
| Bayerische Flugzeugwerke  | 745 000                                             |
| Daimler-Benz              | 604 000                                             |
| Hirth-Werke               | 413 000                                             |

Ez azonban csak szerény kezdet volt 1933. április 1-jén a birodalmi légügyi megbízott új költségvetéssel állt elő amelyben 168 millió birodalmi márkát szántak a légierő fejlesztésére. 1933. április 6-án az iparmágnásokkal tanácskozást tartottak a légierő fejlesztésének elképzeléseiről. Ennek eredményeként a Harmadik Birodalom minden erejét arra összpontosította, hogy egy bombázórepülő-erőt hozzon létre. A tanácskozás után négy héttel megszületett a Knauss által kidolgozott légierő elmélet, melynek két alapja van:
1. az ellenséges városok és gyárak bombázása, ezzel megnehezítve a mozgósítást;
2. az ellenség repülőgépeinek megsemmisítése még a reptereken.

A légitámadások elsődleges céljaként Franciaországot és Lengyelországot jelölte ki. Másodlagos célpontként Belgiumot és Csehszlovákiát nevezte meg. Ehhez 15 bombázórepülő ezred felállítását javasolta. Minden repülőezred 26 bombázóból és 6 felderítő repülőgépből állt volna a javaslat szerint. Ezt az elméletet Erhard Milch a Légügyi Minisztérium államtitkára jóváhagyta. A Luftwaffe 1933-as terveiből jól látszik, hogy mennyire áthatotta a német légi hadviselést ez az eszme. A Birodalmi Légügyi Minisztérium 1933 júniusában kidolgozta az elmélethez igazodó légierő-fejlesztési programot. A program kitűzött célja az volt, hogy 51 repülőszázadot felállítsanak 1935-ig. Erre a célra újabb 25 millió márkát fordítottak.
Miután a program még mindig nem felelt meg a német imperialista törekvéseknek, ezért 1933. szeptember végén és október elején egy újabb programot nyújtott be a nem régiben létrehozott repülőparancsnokság, amelyet Hermann Göring és Milch vezetett. A tervben előírták, hogy 1935. október 1-ig 1610 harci repülőgépnek kell elkészülnie. A német hadsereg légi hadviselés politikája eltért minden más országétól. Míg más országokban a légierő fő feladatának a szárazföldi csapatok támogatását tekintették, addig a németeknél a fő feladatot a távolsági légi hadműveletek jelentették, amelyek legtöbb esetben a városok, ipari létesítmények stb. bombázását jelentette. A repülőgépeket a rugalmas támadó hadjáratokhoz tervezték. Így a Blitzkrieg idején szoros kapcsolatban álltak a Wehrmachttal. A németek ekkoriban Kelet- és Délkelet-Európában gyors hadjáratra számítottak. Nyugat-Európában viszont hosszadalmas állóháborúra készültek, amelyet a légierőnek kell majd eldöntenie. Hatalmi törekvéseik fő akadályának a Szovjetuniót tekintették. A várható harcokban azonban saját erőiket túlértékelték és arra készültek, hogy a szovjet csapatokat gyorsan lerohanják és megsemmisítik. Ebben a feladatban a Luftwaffénak jelentős szerepet szántak. A spanyol polgárháború során a német hadvezetés felismerte, hogy a repülőgépeket hatékonyan alkalmazhatják az ellenséges tankok megsemmisítésére, így 1939 elejétől a légierő és a szárazföldi csapatok együtt működése még szorosabbá vált. Erre azért is szükség volt, mert a német fegyverkezés 30%-át a légierő fejlesztése tette ki. Ez nemcsak hatalmas pénzösszeget jelentetett, hanem a repülőgépek számának rohamos növekedését is.
| Év   | Fegyverkezésre fordított összeg (millió amerikai dollár) | Repülőgépek száma (db) |
| ---- | -------------------------------------------------------- | ---------------------- |
| 1935 | 900                                                      | 3183                   |
| 1936 | 1000                                                     | 5112                   |
| 1937 | 1200                                                     | 5606                   |
| 1938 | 1550                                                     | 5235                   |
| 1939 | 2550                                                     | 8295                   |

A háború előtti hat év során a repülőgépek hatótávolsága is jelentősen nőtt, 1939-re a három repülőgépnem hatótávolsága (km) az alábbiak szerint alakult:
1. Nehézbombázók: 3600
2. Könnyűbombázók: 1250
3. Vadászrepülőgépek: 1000

## A Luftwaffe vezetése

### Vezérkar
A Luftwaffe vezetője az alapítástól kezdve Hermann Göring volt, akit Hitler utasítására a háború vége előtt nem sokkal Robert von Greim váltott fel. Az irányítás a Birodalmi Légügyi Minisztériumból folyt, amely szerepét 1944 áprilisától a Luftwaffe vezérkara, mint felelős hatóság vette át. Az újonnan létrehozott légierő stratégiai beállítottságának kialakulásában fontos szerepet játszott annak első vezérkari főnöke Walther Wever, aki 1935 márciusától töltötte be ezt a pozíciót. Ő már 1933. szeptember elsejétől a légügyi parancsnokság hivatalának a vezetője volt Birodalmi Légügyi Minisztériumban és már a légierő fejlesztésének kezdeti éveiben fontos szerepe volt. 1936. június harmadikán egy repülőgép balesetben életét vesztette. A légierő létrehozása alatt végig Erhard Milch a Birodalmi Légügyi Minisztérium államtitkára volt a Luftwaffe főfelügyelője. Wever halála után Ernst Udet lett Wilhelm Wimmers utódjaként a Birodalmi Légügyi Minisztérium technikai hivatalának vezetőjévé kinevezve. Ezt a pozíciót 1939. február elsejétől létrehozott "Generalluftzeugmeister" hivatala töltötte be. Udet egy szenvedélyes pilóta volt, azonban nem volt tehetséges szervező, így a feladat hamar túlterhelővé vált számára. 1941 novemberében bekövetkezett halála után Erhard Milch vette át a pozícióját. Hans Jeschonneket a Luftwaffenél 1939. február elsejétől szolgáló vezérkari főnököt Günther Korten követte. Miután Jeschonnek alkalmasságát a Hamburgot ért súlyos légitámadás után megkérdőjelezték és ő a Peenemündét ért első súlyos bombázás után öngyilkos lett.

### Légiflották és légtérparancsnokságok
A háború kezdete előtt a Luftwaffe 4 légiflottába volt szétosztva, amelyek területi alapon voltak légtérparancsnokságokba rendelve. Az Luftflotte 1 (Berlin) az I., III., és IV. légtérparancsnokságból állt, amíg a Luftflotte 2 (Braunschweig) a VI. és XI. légtérparancsnokságnak parancsolt. Délnyugat-Németországban volt a Luftflotte 3. (München) a VII., XII. és XIII. légtérparancsnoksággal, míg a Luftflotte 4 (Wien) a VII. és XVII. légtérparancsnoksággal délkeletet fedte le.
A Luftwaffe légtérparancsnokságai hasonlóak voltak, mint a katonai körzetek (németül: Wehrkreise) a hadsereg szervezetében, amelyek meghatározott területi feladatokat vállaltak. Ezek a feladatok mindenek előtt a Luftwaffe berendezéseinek és reptereinek adott körzetben történő fenntartását és az utánpótlás kiképzését jelentették. 1939 Szeptember 1-jei állapottól Németországban 10 légtérparancsnokság volt, amelyeket római számokkal jelöltek. A számozás nem volt folyamatos, mivel egyes légtérparancsnokságok összevonásra kerültek.
Később a háborúban a légiflották, amelyek száma 1940-től 1944-ig hétre nőtt, parancsoltak a Luftwaffe kötelékeinek a fronton. A légiflották 1-től 6-ig lettek átszámozva és mindig különböző hadszíntereken lettek elhelyezve. Ezenkívül volt a Luftflotte Reich, amely a birodalmi területekért volt felelős. A Luftwaffe a megszállt területeken is alakított ki légtérparancsnokságokat és légvédelmi parancsnokságokat, amelyek azt a feladatot látták el, mint a Luftgaeu Németország területén.

## A spanyol polgárháborúban
A Luftwaffe első bevetésérére a spanyol polgárháborúban került sor. Az első 20 Ju 52 repülőt 1936. június 26-án küldték a spanyol nacionalisták támogatására. Milch július 31-én további 86 repülőt küldött a nacionalistáknak. Ezekre a gépekre épült a novemberben létrehozott Condor légió. A szovjetek beavatkozása miatt a köztársaságiak 1937-ben légi fölényt szereztek, ez arra kényszerítette a németeket, hogy a korábban ide küldött gépeiket a legújabb típusokra cseréljék. Az elavultnak ítélt gépeket átadták a spanyol fasisztáknak. 1938 elejéig a Luftwaffe újabb és újabb repülőket vetett be Spanyolországban. Így a korábbi négyszeres túlerő hatszorosra nőtt. Ez a légi túlerő nagyban hozzá járult a fasiszták 1939 májusában elért katonai sikeréhez.

## A második világháborúban

### 1939

#### Lengyelország
A Luftwaffe több mint 2000 gépe 1939. szeptember 1-én 4 órakor támadta meg Lengyelországot. Céljuk a lengyel repülők megsemmisítése, valamint a lengyel falvak és városok bombázása volt. A német repülőknek szorosan együtt kellett működnie a szárazföldi csapatokkal. A feladat megoldására a Condor légió utolsó parancsnokát, Wolfram von Richthofent jelölték ki. A feladat megoldására mozgó repülőgép-irányító csapatokat hoztak létre, amelyek a szárazföldi csapatokat követték, és folyamatos összeköttetés biztosítottak a repülőgép kötelékekkel. A Luftwafféban egy speciális alakulatot is létrehoztak, amely 10-14 repülőrajból állt, a csoport egyetlen feladata a 16. páncéloshadtest varsói előretörésének biztosítása volt. Ezt a hadmozdulatot tekinthetjük a Blitzkrieg első alkalmazásának, amely a páncélosok és a zuhanóbombázók szoros együttműködésén alapult. A Luftwaffe a lengyel közlekedési és hírközlő vonalak bombázásával a lengyel haderő harcképességet minimálisra csökkentette. A tervszerű bombázások száma szeptember 18-ára elérte a 9029-et. A németek hamar megszerezték a légi fölényt, viszont a lengyel légierőnek csupán 7%-át semmisítették meg a földön. A lengyel pilóták ellenállását jelzi, hogy a Luftwaffe szeptember 30-áig 521 repülőgépet vesztett. Lengyelországban került sor a háború első nagyszabású bombázására is, amikor a németek néhány nap alatt Varsót szinte földig rombolták. A támadás sorozat alatt a Luftwaffe megközelítőleg 5818 tonna bombát dobott le. Ez a Lengyelországra ledobott bombák 1/3-ának felel meg. A Lengyelország elleni támadást a németek főpróbának tartották, annak érdekében, hogy Nyugat-Európában elkerüljék az álló háborút. A háborúra való felkészülés során a Luftwaffét Észak-, Dél- és Nyugat-Németországban helyezték el. Ezzel a légi hadviselést sokkal rugalmasabbá tették.

### 1940

#### Nyugat-Európa
A lengyelek elleni támadásban a Luftwaffe erőit fokozottabban összpontosította ezzel növelve hatékonyságát. A németek célja Nyugat-Európában is a légi uralom kivívása volt azonban tisztában voltak azzal, hogy az angol-francia gépeket a reptereken tömegesen képtelenek megsemmisíteni, mert a hadszintért nagyobbnak ítélték és az angol-francia légierőt jelentősen túlbecsülték, ezért tartósan jó időjárásra vártak, amelyre csak 1940 tavaszán számíthattak. Az 1940. január 17-ére elkészült támadási tervben azt határozták meg, hogy a légierő a szárazföldi erők támadása előtt 3 nappal minden rendelkezésre álló összes repülővel támadást indít az Északkelet- és Kelet-Franciaországi repülőterek ellen. Az 1940. február 24-én elkészült Fall Gelb fedőnevű utasításában ezt a tervet elvetették ugyanis veszélyeztette a meglepetés erejét. Február végére az a döntés született, hogy a légierőt a támadás kezdete előtt 20 perccel vetik be. Erre a csapásra a légi erő harmadát kívánták alkalmazni. A második légitámadásnak, amelyet a támadás kezdete után 3 órával terveztek, már a szárazföldi csapatok előretörését kellett biztosítania. Egy-egy repülőhadtest sávjába rendszerint 1-2 vadászrepülő ezredet rendeltek, amelyek feladata a bombázók, szárazföldi csapatok és felderítő repülők védelme volt. A lengyelek elleni összpontosított támadással szemben a Nyugat-Európa elleni harcokban a Luftwaffe több részre osztotta erőit. A 2. légiflottát a B hadseregcsoport támogatására rendelték. A 4. repülőhadtestnek a Hollandok elleni támadást kellett támogatnia miközben az angol haditengerészet kötelékeit is támadnia kellett. A VIII. repülőhadtestnek a 6. hadsereg Belgium elleni támadását és előretörését kellett elősegítenie. A 3. légiflottának az "A" és a "C" hadsereg csoporttal kellett együttműködnie. A Kleist-páncéloscsoport támogatására külön repülőgép köteléket hoztak létre, amelynek alapja a 3. harci repülőgépezred volt. A 12. és 16 hadsereget a 2. repülőhadtestnek kellett támogatni. Így csak az 5. repülőhadtestet tudták a francia hátország bombázására küldeni. 1940 májusában a rendelkezésre álló 14 bombázórepülő ezredből 5 a holland–belga mellékirányban tevékenykedő 2. légiflottába tartozott, 8-at a 3. légiflotta tevékenységi körében vetettek be, egyet pedig a haditengerészet rendelkezésére bocsátottak. A zuhanóbombázó kötelékeket is összevonták úgy hogy 10 csoportjuk kizárólag a 2., 3. és 5. repülőhadtest kötelékében kerültek bevetésre. A repülőhadtestek és a hadsereg szoros kapcsolatát az úgynevezett repülő-együttműködési törzsek biztosították. Az 1940. május 10-ei légi hadművelet a Freiburg im Breisgau elleni terrortámadással vette kezdetét. Az ezt követő 72 reptér ellen intézett légitámadás sorozat célja a holland és belga légierő szétverése volt, de az angol és francia légierő is jelentős károkat szenvedett. Ezzel a Luftwaffe Nyugat-Európában is megszerezte a légi fölényt. A francia légierő vereségének fő oka az volt, hogy a németekkel ellentétben nem fejlesztették a repülőgépipart így a háború kitörésekor összesen 1078 darab korszerűnek mondható repülővel rendelkezett az Armée de l'Air. A Luftwaffe teljes győzelme május 13-án következett be, amikor a Maas folyón történő átkelés megakadályozására indított francia és angol bombázók súlyos veszteségeket szenvedtek. A légierő feladata elsősorban továbbra is a szárazföldi erők támogatása volt. Kivéve a IX. repülőhadtestet, amelynek a Dunkerque környékén bekerített ellenséges erőket kellett megsemmisítenie. Ezt a feladatot azonban nem sikerült teljesítenie, sőt a Dunkerque feletti harcokban a Luftwaffe gyakran a légi fölényét is elvesztette. A német légierő 1940. május 31-től a francia hátország elleni támadásokba kezdett, amelyek legfőbb célja a lakosság megfélemlítése és demoralizálása volt. Az utolsó nagyszabású légi hadműveletben (Paula), amelyet június 5. és 9. hajtottak végre megsemmisítették a francia légierő maradékát. A franciaországi hadjárat mindkét fél légi erejének súlyos veszteségekkel járt.
| Veszteségek    | Németország | Franciaország          | Anglia |
| -------------- | ----------- | ---------------------- | ------ |
| Ember(fő)      | 6611        | 410                    | 915    |
| Repülőgép (db) | 2073        | Teljes francia légierő | 944    |